# Steuerberaterkammer
Die Steuerberaterkammer ist die örtlich zuständige Berufsvereinigung für Steuerberater. Die Kammern sind Körperschaften des öffentlichen Rechts (KdöR). Rechtsgrundlage für die Errichtung, Organisation und Tätigkeit der Steuerberaterkammern sind die §§ 73 ff. des Steuerberatungsgesetzes.
Alle Steuerberater, Steuerbevollmächtigten und Steuerberatungsgesellschaften sind Pflichtmitglied einer Steuerberaterkammer.

## Steuerberaterkammern der Bundesländer
In Deutschland gibt es 21 Steuerberaterkammern, die zusammen mit ihrer Spitzenorganisation, der Bundessteuerberaterkammer, insgesamt rund 100.000 Steuerberater und Steuerberatungsgesellschaften vertreten:
| Bundesland             | Steuerberaterkammer                         | Sitz                 |
| ---------------------- | ------------------------------------------- | -------------------- |
| Bund                   | Bundessteuerberaterkammer (BStBK)           | Berlin-Mitte         |
| Baden-Württemberg      | Steuerberaterkammer Nordbaden               | Heidelberg           |
| Baden-Württemberg      | Steuerberaterkammer Stuttgart               | Stuttgart            |
| Baden-Württemberg      | Steuerberaterkammer Südbaden                | Freiburg im Breisgau |
| Bayern                 | Steuerberaterkammer München                 | München              |
| Bayern                 | Steuerberaterkammer Nürnberg                | Nürnberg             |
| Berlin                 | Steuerberaterkammer Berlin                  | Berlin-Tiergarten    |
| Brandenburg            | Steuerberaterkammer Brandenburg             | Potsdam              |
| Bremen                 | Hanseatische Steuerberaterkammer Bremen     | Bremen               |
| Hamburg                | Steuerberaterkammer Hamburg                 | Hamburg              |
| Hessen                 | Steuerberaterkammer Hessen                  | Frankfurt am Main    |
| Nordrhein-Westfalen    | Steuerberaterkammer Düsseldorf              | Düsseldorf           |
| Nordrhein-Westfalen    | Steuerberaterkammer Köln                    | Köln                 |
| Nordrhein-Westfalen    | Steuerberaterkammer Westfalen-Lippe         | Münster              |
| Mecklenburg-Vorpommern | Steuerberaterkammer Mecklenburg-Vorpommern  | Rostock              |
| Niedersachsen          | Steuerberaterkammer Niedersachsen           | Hannover             |
| Rheinland-Pfalz        | Steuerberaterkammer Rheinland-Pfalz         | Mainz                |
| Saarland               | Steuerberaterkammer Saarland                | Saarbrücken          |
| Sachsen                | Steuerberaterkammer des Freistaates Sachsen | Leipzig              |
| Sachsen-Anhalt         | Steuerberaterkammer Sachsen-Anhalt          | Magdeburg            |
| Schleswig-Holstein     | Steuerberaterkammer Schleswig-Holstein      | Kiel                 |
| Thüringen              | Steuerberaterkammer Thüringen               | Erfurt               |

Mitglieder der Steuerberaterkammern:

## Aufgaben
Die Aufgaben der Steuerberaterkammern ergeben sich aus § 76 Steuerberatungsgesetz (StBerG). Danach haben sie die beruflichen Belange der Gesamtheit der Mitglieder zu wahren und die Erfüllung der beruflichen Pflichten zu überwachen. Ferner gehört zu ihren Aufgaben:
- die Mitglieder der Steuerberaterkammern in Fragen der Berufspflichten zu beraten und zu belehren;
- auf Antrag bei Streitigkeiten unter den Mitgliedern der Kammer zu vermitteln;
- auf Antrag bei Streitigkeiten zwischen Mitgliedern der Kammer und ihren Auftraggebern zu vermitteln;
- die Erfüllung der den Mitgliedern obliegenden Pflichten zu überwachen und das Recht der Rüge zu handhaben;
- die Vorschlagslisten der ehrenamtlichen Beisitzer bei den Berufsgerichten den Landesjustizverwaltungen einzureichen;
- Fürsorgeeinrichtungen für Steuerberater und Steuerbevollmächtigte sowie deren Hinterbliebene zu schaffen;
- Gutachten zu erstatten, die ein Gericht, eine Landesfinanzbehörde oder eine andere Verwaltungsbehörde des Landes anfordert;
- die durch Gesetz zugewiesenen Aufgaben im Bereich der Berufsbildung wahrzunehmen;
- die berufsständischen Mitglieder der Prüfungsausschüsse für die steuerberatenden Berufe vorzuschlagen.

Eine der wesentlichen Aufgaben stellt die Sicherstellung der Aus- und Fortbildung der Kanzleimitarbeiter und der Steuerberater dar. Dazu gehören die Durchführung der Abschlussprüfung zum/zur Steuerfachangestellten und die Durchführung der Steuerberaterprüfung. Die Steuerberaterkammern haben die Nachwuchskampagne „Mehr als Du denkst“ initiiert, die über die duale Berufsausbildung zum/zur Steuerfachangestellten informiert.